# Equal offense (bilard)
Equal offense jest grą bilardową wywodzącą się z Czternaście plus jeden. Każdy gracz dostaje dziesięć tur z rzędu. Oznacza to, iż najpierw podchodzi gracz pierwszy, wykonuje dziesięć tur, a następnie drugi i wykonuje swoje dziesięć. Za faul nie odejmuje się punktu. Po faulu następuje koniec tury, a gracz otrzymuje bilę rozgrywającą do umieszczenia w "kuchni".